# Tỉnh trưởng Chính phủ Nhân dân tỉnh Cát Lâm
Tỉnh trưởng Chính phủ Nhân dân tỉnh Cát Lâm được bầu cử bởi Đại hội Đại biểu nhân dân tỉnh Cát Lâm, lãnh đạo bởi thành viên của Đảng Cộng sản Trung Quốc. Cán bộ, công chức lãnh đạo, là Tỉnh trưởng Chính phủ Nhân dân tỉnh Cát Lâm có cấp bậc Bộ trưởng, thường là Ủy viên Ủy ban Trung ương Đảng Cộng sản Trung Quốc các khóa. Tỉnh trưởng Chính phủ Nhân dân là lãnh đạo thứ hai của tỉnh, đứng sau Bí thư Tỉnh ủy. Tỉnh trưởng Chính phủ Nhân dân tỉnh Cát Lâm đồng thời là Phó Bí thư Tỉnh ủy Cát Lâm.
Trong lịch sử Cộng hòa Nhân dân Trung Hoa, chức vụ Tỉnh trưởng Chính phủ Nhân dân tỉnh Cát Lâm có các tên gọi là Chủ tịch Chính phủ Nhân dân tỉnh Cát Lâm (1950 – 1955), Tỉnh trưởng Ủy ban Nhân dân tỉnh Cát Lâm (1955 – 1968), Chủ nhiệm Ủy ban Cách mạng tỉnh Cát Lâm (1968 – 1979), và Tỉnh trưởng Chính phủ Nhân dân tỉnh Cát Lâm (1979 đến nay). Tất cả các tên gọi này dù khác nhau nhưng cùng có ý nghĩa là Thủ trưởng Hành chính tỉnh Cát Lâm, tức nghĩa Tỉnh trưởng Chính phủ Nhân dân tỉnh Cát Lâm hiện nay.
Tỉnh trưởng Chính phủ Nhân dân tỉnh Cát Lâm hiện tại là Hàn Tuấn.

## Lịch sử

### Biến động ban đầu

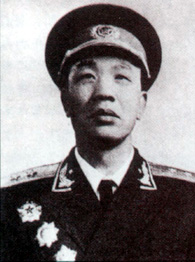
Vương Ân Mậu (1913 – 2001), Trung tướng Giải phóng quân Nhân dân Trung Quốc, Chủ nhiệm Ủy ban Cách mạng tỉnh Cát Lâm (1977 – 1980).

Những năm 1949, với sự ủng hộ của Liên Xô, khu Đông Bắc gồm tỉnh Cát Lâm trở thành một khu vực lực lượng cộng sản trong cuộc nội chiến giành chiến thắng. Năm 1949, Cộng hòa Nhân dân Trung Hoa đã chia khu vực Đông Bắc ra thành năm tỉnh: Hắc Long Giang, Cát Lâm, Tùng Giang, Liêu Đông và Liêu Tây. Vào tháng 4 năm 1950, Chính phủ Nhân dân tỉnh Cát Lâm chính thức được thành lập, với Thủ trưởng đầu tiên là Chu Trì Hành (周持衡. 1915 – 1986) giai đoạn (1950 – 1952). Năm 1954, Cộng hòa Nhân dân Trung Hoa tiến hành điều chỉnh hành chính, cắt bảy huyện của tỉnh Hắc Long Giang cho tỉnh Cát Lâm, cùng với huyện Can An của Cát Lâm hợp thành địa cấp thị Bạch Thành, cắt một thành phố vàc chín huyện của tỉnh Liêu Đông về tỉnh Cát Lâm và thiết lập địa cấp thị Thông Hóa. Cùng với đó, tỉnh Cát Lâm còn tiếp nhận thành phố Liêu Nguyên và hai huyện Tây An và Đông Phong, thành phố Tứ Bình, huyện Song Liêu và huyện Lê Thụ của tỉnh tỉnh Liêu Tây cũ. Cùng năm, Chính phủ Nhân dân tỉnh Cát Lâm đã từ thành phố Cát Lâm dời đến Trường Xuân, tỉnh lỵ. Thủ trưởng hành chính tỉnh Cát Lâm thời gian này là Lật Hữu Văn (栗又文. 1901 – 1984), lãnh đạo 16 năm, từ 1952 – 1968.
Năm 1969, một huyện và một kỳ của minh Thông Liêu và minh Hulunbuir của Nội Mông đã được chuyển sang cho tỉnh Cát Lâm, đến năm 1979 lại trả về Nội Mông. Thời gian này, cơ quan hành chính tỉnh có tên là Ủy ban Cách mạng tỉnh, với Chủ nhiệm Vương Hoài Sương (王淮湘. 1920 – 2013) giai đoạn (1968 – 1977) và Vương Ân Mậu (王恩茂. 1913 – 2001) giai đoạn (1977 – 1980).

### Sau năm 1980

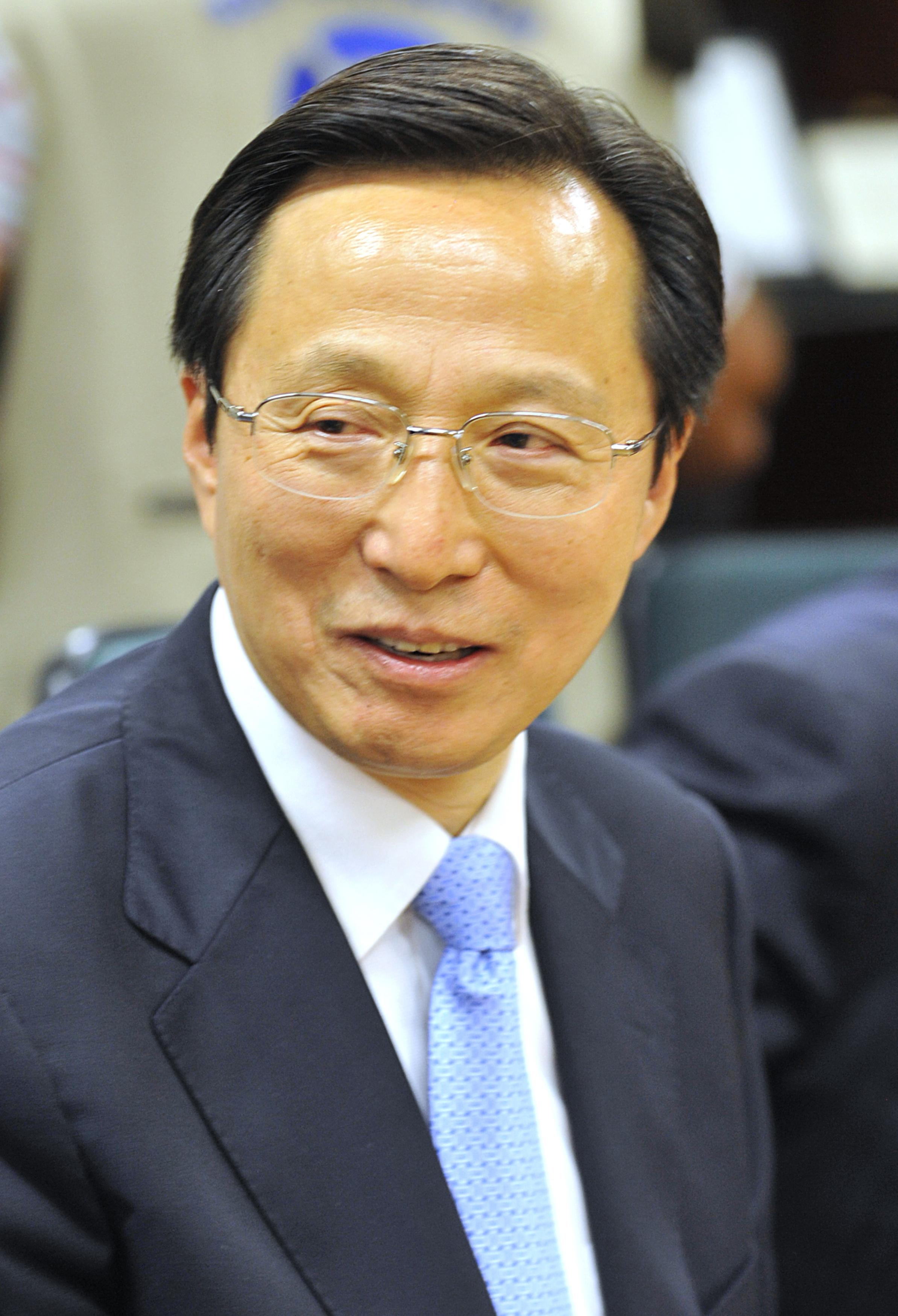
Hàn Trường Phú (1954 -), Bộ trưởng Bộ Nông nghiệp Nông thôn Trung Quốc, nguyên Tỉnh trưởng Chính phủ Nhân dân tỉnh Cát Lâm (2006 – 2009).

Vào tháng 3 năm 1980, Chính phủ Nhân dân tỉnh Cát Lâm được tái lập. Trong những giai đoạn này, Cát Lâm là khu vực hành chính cấp tỉnh với tốc độ phát triển trung bình. Từ năm 1979 đến 2007, tổng GDP của Cát Lâm năm 2007 gấp 63,75 lần so với năm 1979, tốc độ tăng trưởng GDP trung bình hàng năm là 9,4%. Cùng kỳ, trung bình cả nước là 9,8%, tốc độ tăng trưởng trung bình hàng năm của Cát Lâm xếp hạng 17. Trong 31 năm từ 1978 đến 2008, tốc độ tăng trưởng GDP hàng năm của Cát Lâm cao hơn mức trung bình quốc gia cùng kỳ trong 16 năm và thấp hơn mức trung bình quốc gia trong cùng kỳ trong 15 năm, có 13 năm với tốc độ tăng trưởng hàng năm cao hơn 10%. Cát Lâm xếp hạng xoay quanh vị trí 18 đến 24 cả nước. GDP đạt 10 tỷ nhân dân tệ năm 1981, 50 tỷ nhân dân tệ năm 1992, 100 tỷ nhân dân tệ năm 1995 và 500 tỷ nhân dân tệ năm 2007. Các Tỉnh trưởng Chính phủ Nhân dân tỉnh Cát Lâm chịu trách nhiệm phát triển kinh tế tỉnh giai đoạn này là Vu Khắc (于克. 1913 – 2004) giai đoạn (1980 – 1982), Trương Căn Sinh (张根生. 1923 – 2008) giai đoạn (1982 – 1983), Triệu Tu (赵修. 1921 – 1992) giai đoạn (1983 – 1985), Cao Đức Chiêm (高德占. 1932) giai đoạn (1985 – 1987), Hà Trúc Khang (何竹康. 1932) giai đoạn (1987 – 1989), Vương Trung Vũ (王忠禹. 1933) giai đoạn (1989 – 1992), Cao Nghiêm (高严. 1942) giai đoạn (1992 – 1995), Vương Vân Khôn (王云坤. 1942) giai đoạn (1995 – 1998), Hồng Hổ (洪虎. 1940) giai đoạn (1998 – 2004), Vương Mân (2004 – 2006). Năm 2005, Chính phủ Nhân dân tỉnh Cát Lâm đã thành lập Ủy ban Quản lý khu bảo vệ và phát triển núi Trường Bạch, là cấp sở. Trong đó, Vương Trung Vũ sau đó được điều chuyển về trung ương, giữ chức vụ Tổng Thư ký Quốc vụ viện, Ủy viên Quốc vụ, chức vụ cấp Phó Quốc gia rồi trở thành Phó Chủ tịch Chính Hiệp trước khi nghỉ hưu.
Vùng Đông Bắc Trung Quốc nói chung và tỉnh Cát Lâm nói riêng từng là trái tim công nghiệp của Trung Quốc, tuy nhiên, sau cải cách mở cửa, nền công nghiệp của vùng đã tụt hậu so với vùng ven biển phía đông Trung Quốc, và Trung Quốc đã phải đề ra kế hoạch Chấn hưng vùng công nghiệp cũ Đông Bắc (振兴东北老工业基地). Từ đó đến nay, Tỉnh trưởng Chính phủ Nhân dân tỉnh Cát Lâm gồm Hàn Trường Phú giai đoạn 2006 – 2009, Vương Nho Lâm giai đoạn 2009 – 2012, Bayanqolu giai đoạn 2012 – 2014, Tưởng Siêu Lương giai đoạn 2014 – 2016, Lưu Quốc Trung giai đoạn 2016 – 2017, Cảnh Tuấn Hải từ năm 2017. Hiện nay, Hàn Trường Phú, Bayanqolu, Tưởng Siêu Lương (蒋超良. 1957), Lưu Quốc Trung, Cảnh Tuấn Hải đều là Ủy viên Ủy ban Trung ương Đảng Cộng sản Trung Quốc khóa XIX, với Bayanqolu (ᠪᠠᠶᠠᠨᠴᠢᠯᠠᠭᠤ. 1955), Bí thư Tỉnh ủy tỉnh Cát Lâm, Hàn Trường Phú Bộ trưởng Bộ Nông nghiệp Nông thôn, Tưởng Siêu Lương Bí thư Tỉnh ủy tỉnh Hồ Bắc, Lưu Quốc Trung Tỉnh trưởng Thiểm Tây (giữ vị trí Tỉnh trưởng Cát Lâm đúng một năm trước khi được điều chuyển tới Thiểm Tây) và Cảnh Tuấn Hải, Tỉnh trưởng Cam Túc đương nhiệm.

## Danh sách Thủ trưởng Hành chính tỉnh Cát Lâm
Từ năm 1949 tính đến hiện tại, Chính phủ Nhân dân tỉnh Cát Lâm có 21 Tỉnh trưởng Chính phủ Nhân dân.
| STT                                                      | Đồng chí         | Quê quán                       | Sinh năm    | Nhiệm kỳ          | Chức vụ về sau (gồm hiện) | Chức vụ trước, tình trạng                                                         |
| -------------------------------------------------------- | ---------------- | ------------------------------ | ----------- | ----------------- | --- | --------------------------------------------------------------------------------- |
| –                                                        | Chu Bảo Trung    | Đại Lý (thành phố) Vân Nam     | 1902 – 1964 | 12/1945 – 09/1949 | Nguyên Tỉnh trưởng Chính phủ Nhân dân tỉnh Cát Lâm | Qua đời năm 1964.                                                                 |
| Chủ tịch Chính phủ Nhân dân tỉnh Cát Lâm (1949 – 1955)   |                  |                                |             |                   | |                                                                                   |
| 1                                                        | Chu Trì Hành     | Thiệu Hưng, Chiết Giang        | 1915 – 1986 | 09/1949 – 04/1952 | Nguyên Tỉnh trưởng Chính phủ Nhân dân tỉnh Cát Lâm | Qua đời năm 1986.                                                                 |
| 2                                                        | Lật Hữu Văn      | Liêu Dương, Liêu Ninh          | 1901 – 1984 | 04/1952 – 03/1955 | Nguyên Ủy viên Ủy ban Cố vấn Trung ương Đảng Cộng sản Trung Quốc | Qua đời năm 1984.                                                                 |
| Tỉnh trưởng Ủy ban Nhân dân tỉnh Cát Lâm (1955 – 1968)   |                  |                                |             |                   | |                                                                                   |
| 2                                                        | Lật Hữu Văn      | Liêu Dương, Liêu Ninh          | 1901 – 1984 | 03/1955 – 03/1968 | Nguyên Ủy viên Ủy ban Cố vấn Trung ương Đảng Cộng sản Trung Quốc | Qua đời năm 1984.                                                                 |
| Chủ nhiệm Ủy ban Cách mạng tỉnh Cát Lâm (1968 – 1979)    |                  |                                |             |                   | |                                                                                   |
| 3                                                        | Vương Hoài Sương | Duy Phường, Sơn Đông           | 1920 – 2013 | 03/1968 – 02/1977 | Nguyên Bí thư Tỉnh ủy Cát Lâm. | Qua đời năm 2013.                                                                 |
| 4                                                        | Vương Ân Mậu     | Cát An, Giang Tây              | 1913 – 2001 | 02/1977 – 03/1980 | Trung tướng Giải phóng quân Nhân dân Trung Quốc, Nguyên Phó Chủ tịch Ủy ban Toàn quốc Hội nghị Hiệp thương Chính trị Nhân dân Trung Quốc, Nguyên Tỉnh trưởng Chính phủ Nhân dân tỉnh Liêu Ninh. | Qua đời năm 2001.                                                                 |
| Tỉnh trưởng Chính phủ Nhân dân tỉnh Cát Lâm (1979 – nay) |                  |                                |             |                   | |                                                                                   |
| 5                                                        | Vu Khắc          | Trường Xuân, Cát Lâm           | 1913 – 2004 | 03/1980 – 06/1982 | Nguyên Bí thư Tỉnh ủy Cát Lâm. | Qua đời năm 2004.                                                                 |
| 6                                                        | Trương Căn Sinh  | Hành Thủy, Hà Bắc              | 1923 – 2008 | 06/1982 – 04/1983 | Nguyên Bí thư Tỉnh ủy Cát Lâm. | Qua đời năm 2008.                                                                 |
| 7                                                        | Triệu Tu         | Thạch Gia Trang, Hà Bắc        | 1921 – 1991 | 04/1983 – 06/1985 | Nguyên Bí thư Tỉnh ủy Cát Lâm. | Qua đời năm 1991.                                                                 |
| 8                                                        | Cao Đức Chiêm    | Yên Đài, Sơn Đông              | 1932 –      | 06/1985 – 07/1987 | Nguyên Bí thư Thành ủy Thiên Tân, Nguyên Bộ trưởng Bộ Lâm nghiệp Trung Quốc (đã giải thể). |                                                                                   |
| 9                                                        | Hà Trúc Khang    | Khải Đông, Giang Tô            | 1932 –      | 07/1987 – 03/1989 | Nguyên Bí thư Tỉnh ủy Cát Lâm, Nguyên Tỉnh trưởng Chính phủ Nhân dân tỉnh Hà Nam. |                                                                                   |
| 10                                                       | Vương Trung Vũ   | Trường Xuân, Cát Lâm           | 1933 –      | 03/1989 – 03/1992 | Nguyên Phó Chủ tịch Ủy ban Toàn quốc Hội nghị Hiệp thương Chính trị Nhân dân Trung Quốc, Nguyên Ủy viên Quốc vụ, Nguyên Tổng Thư ký Quốc vụ viện Trung Quốc, Nguyên Viện trưởng Viện Hành chính Quốc gia Trung Quốc, Nguyên Chủ nhiệm Ủy ban Kinh tế thương mại Quốc gia Trung Quốc (đã giải thể). |                                                                                   |
| 11                                                       | Cao Nghiêm       | Du Thụ, Cát Lâm                | 1942 –      | 03/1992 – 06/1995 | Nguyên Bí thư Tỉnh ủy Vân Nam. |                                                                                   |
| 11                                                       | Vương Vân Khôn   | Lật Dương, Giang Tô            | 1942 –      | 06/1995 – 09/1998 | Nguyên Bí thư Tỉnh ủy Cát Lâm. |                                                                                   |
| 12                                                       | Hồng Hổ          | Kim Trại, An Huy               | 1940 –      | 09/1998 – 10/2004 | Nguyên Phó Chủ nhiệm Ủy ban Pháp luật Quốc gia Trung Quốc. | Phó Chủ tịch Ủy ban Toàn quốc Hội nghị Hiệp thương Chính trị Nhân dân Trung Quốc. |
| 13                                                       | Vương Mân        | Hoài Nam, An Huy               | 1950 –      | 10/2004 – 12/2006 | Nguyên Bí thư Tỉnh ủy Cát Lâm, Nguyên Bí thư Tỉnh ủy Liêu Ninh. | Phạm tội tham nhũng, bị miễn công chức, Đảng viên năm 2017.                       |
| 14                                                       | Hàn Trường Phú   | Cáp Nhĩ Tân, Hắc Long Giang    | 1954 –      | 12/2006 – 12/2009 | Bộ trưởng Bộ Nông nghiệp nông thôn Trung Quốc. |                                                                                   |
| 15                                                       | Vương Nho Lâm    | Bộc Dương, Hà Nam (Trung Quốc) | 1953 –      | 12/2009 – 12/2012 | Nguyên Bí thư Tỉnh ủy Sơn Tây, Nguyên Bí thư Tỉnh ủy tỉnh Cát Lâm. |                                                                                   |
| 16                                                       | Bayanqolu        | Otog Tiền, Nội Mông Cổ         | 1955 –      | 12/2012 – 08/2014 | Ủy viên Ủy ban Trung ương Đảng Cộng sản Trung Quốc khóa XIX, Bí thư Tỉnh ủy Cát Lâm. |                                                                                   |
| 17                                                       | Tưởng Siêu Lương | Mịch La, Hồ Nam                | 1957 –      | 09/2014 – 11/2016 | Ủy viên Ủy ban Trung ương Đảng Cộng sản Trung Quốc khóa XIX, Bí thư Tỉnh ủy Hồ Bắc. |                                                                                   |
| 18                                                       | Lưu Quốc Trung   | Vọng Khuê, Hắc Long Giang      | 1962 –      | 12/2016 – 12/2017 | Ủy viên Ủy ban Trung ương Đảng Cộng sản Trung Quốc khóa XIX, Tỉnh trưởng Chính phủ Nhân dân tỉnh Thiểm Tây. | Phó Bí thư Tỉnh ủy Tứ Xuyên.                                                      |
| 19                                                       | Cảnh Tuấn Hải    | Bạch Thủy, Thiểm Tây           | 1960 –      | 01/2018 – 11/2020 | Ủy viên dự khuyết Ủy ban Trung ương Đảng Cộng sản Trung Quốc khóa XIX, Bí thư Tỉnh ủy tỉnh Cát Lâm. | Phó Bí thư Thành ủy Bắc Kinh.                                                     |
| 20                                                       | Hàn Tuấn         | Truy Bác, Sơn Đông             | 1963        | 11/2020           | Phó Bí thư Tỉnh ủy, Tỉnh trưởng Chính phủ Nhân dân tỉnh Cát Lâm. | Phó Bộ trưởng Bộ Nông nghiệp và Nông thôn Trung Quốc.                             |

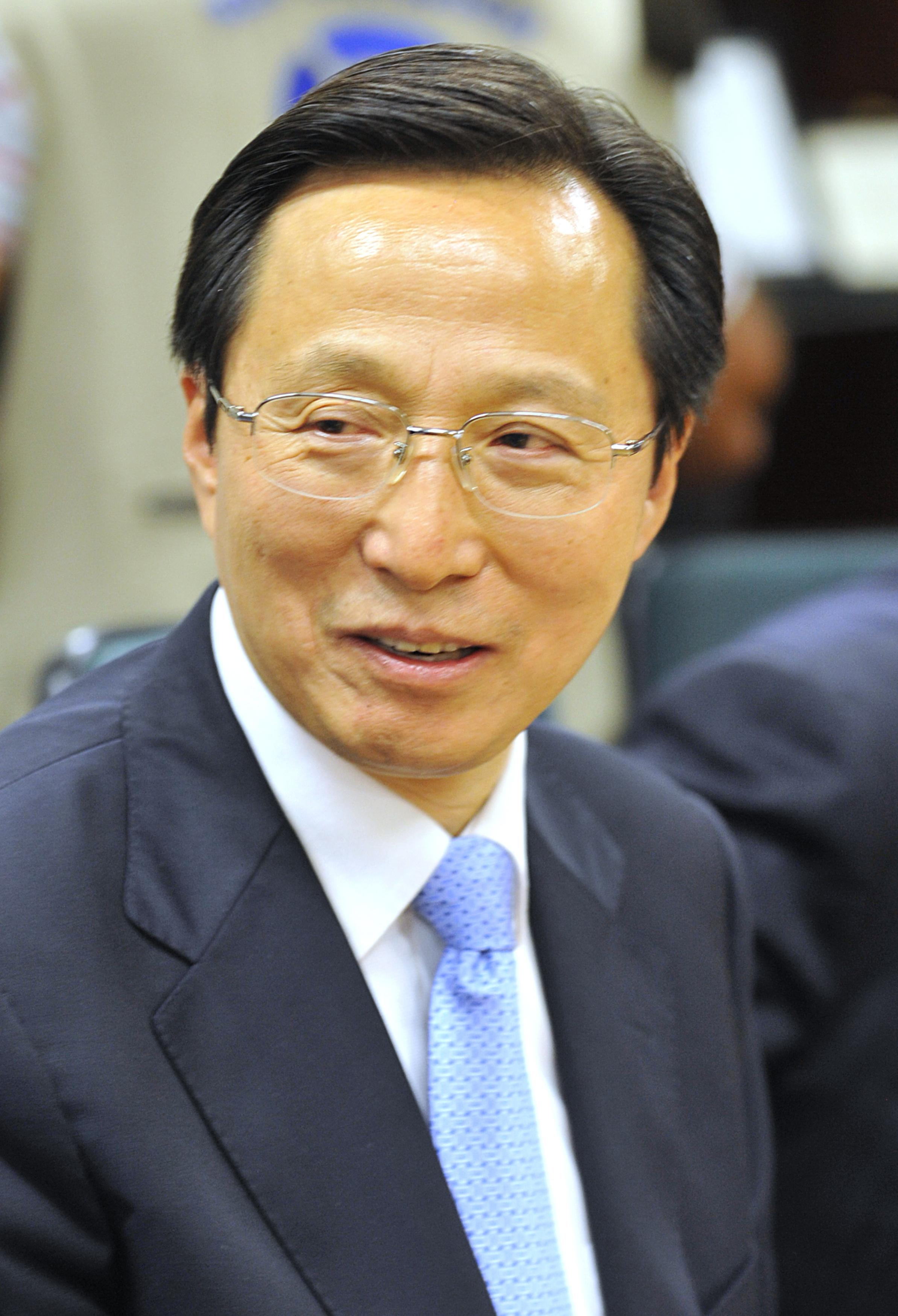
Hàn Trường Phú, nguyên Tỉnh trưởng Chính phủ Nhân dân tỉnh Cát Lâm (12/2006 – 12/2009)
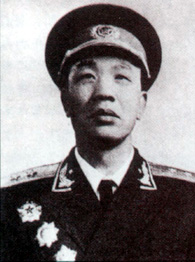
Vương Ân Mậu (1913 – 2001), nguyên Tỉnh trưởng Chính phủ Nhân dân tỉnh Cát Lâm
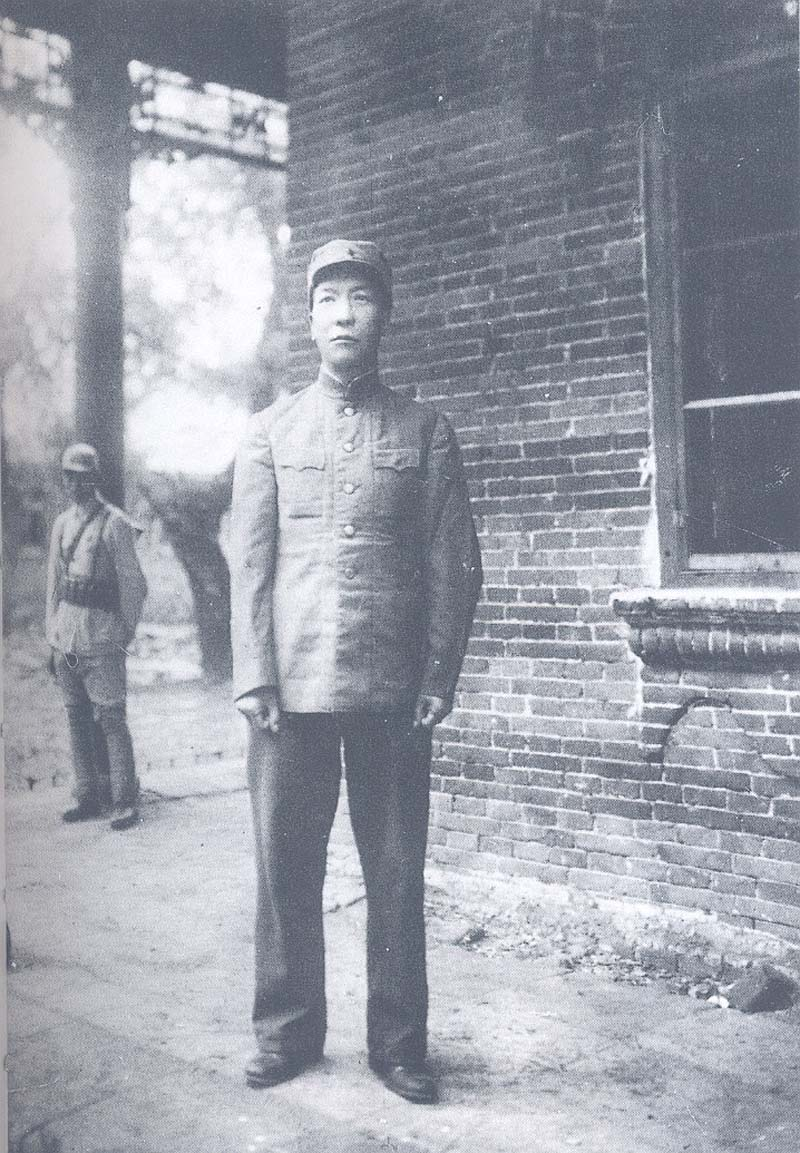
Chu Bảo Trung (1902 – 1964), nguyên Tỉnh trưởng Chính phủ Nhân dân tỉnh Cát Lâm trước khi Cộng hòa Nhân dân Trung Hoa độc lập (1945 – 1949)

## Tên gọi khác của chức vụ Tỉnh trưởng Chính phủ Nhân dân tỉnh Cát Lâm

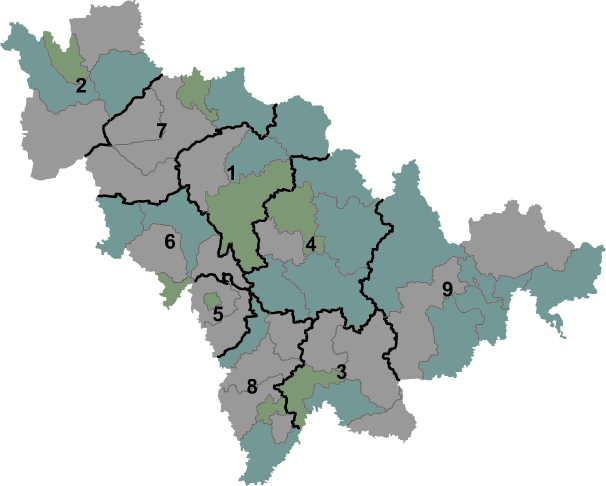
Bản đồ Cát Lâm

#### Chủ tịch Chính phủ Nhân dân tỉnh Cát Lâm (1949 – 1955)
- Chu Trì Hành, nguyên Chủ tịch Chính phủ Nhân dân tỉnh Cát Lâm (1949 – 1952).
- Lật Hữu Văn, nguyên Chủ tịch Chính phủ Nhân dân tỉnh Cát Lâm (1952 – 1955).

#### Tỉnh trưởng Ủy ban Nhân dân tỉnh Cát Lâm (1955 – 1968)
- Lật Hữu Văn, nguyên Tỉnh trưởng Ủy ban Nhân dân tỉnh Cát Lâm (1955 – 1968).

#### Chủ nhiệm Ủy ban Cách mạng tỉnh Cát Lâm (1968 – 1979)
- Vương Hoài Sương, nguyên Chủ nhiệm Ủy ban Cách mạng tỉnh Cát Lâm (1968 – 1977).
- Vương Ân Mậu, Trung tướng Quân Giải phóng Nhân dân Trung Quốc, nguyên Chủ nhiệm Ủy ban Cách mạng tỉnh Cát Lâm (1977 – 1979).

Trong lịch sử tử năm 1949 đến nay, chưa có lãnh đạo quốc gia, lãnh đạo cao cấp trung ương nào từng giữ vị trí Thủ trưởng hành chính tỉnh Cát Lâm.